# François les bas-bleus
Ne doit pas être confondu avec François les bas-bleus (théâtre).
Représentations notables
- Octobre 1896, Folies-Dramatiques
- 17 janvier 1900, Théâtre des Bouffes-Parisiens

Personnages
- François les bas-bleus
- Fanchon
- La comtesse de la Savonnière
- Le Marquis de Pontcornet
- Le Chevalier de Lansac

Airs
- La leçon d'écriture (duo)
- La ronde de François les bas-bleus
- Le petit marin (chanson normande)
- Espérance en heureux jours (duo d'amour)
- A toi j avais donné ma vie

François les bas-bleus est un opéra comique en trois actes, de 1883, sur un livret d'Ernest Dubreuil, Eugène Humbert, Paul Burani, musique de Firmin Bernicat, complété par André Messager.

## Historique
Bernicat a travaillé quelque temps dans un café-concert ; il a commencé à travailler sur un livret basé sur un vieux vaudeville, Les beignets à la cour, qui est devenu un opéra-comique en trois actes, Les beignets du roi, monté au Théâtre des Fantaisies-Parisiennes, à Bruxelles, en février 1882, avec un certain succès.
François les bas-bleus est d'abord joué le 8 novembre 1883, au Théâtre des Folies-Dramatiques, et a continué à être joué jusqu'au mois de mars suivant. À partir du 17 décembre 1883, il a été repris au Théâtre des Menus-Plaisirs pour 50 représentations, avec Jane Pierny comme Fanchon, Jacquin, comme François, Bartel comme Pontcornet et Alice Berthier comme la comtesse de la Savonnière. Il est repris, en octobre 1896, au Folies-Dramatiques avec Jean Périer dans le rôle-titre. Mis en scène au Théâtre des Bouffes-Parisiens le 17 janvier 1900, pour 36 autres représentations , avec encore Périer et Anne Tariol-Baugé comme Fanchon.

## Rôles et distribution
| Rôle                                     | Le type voix | Première, le 17 décembre 1883 (Chef d'Orchestre: Désiré Thibault) | 17 octobre 1896   |
| ---------------------------------------- | ------------ | ----------------------------------------------------------------- | ----------------- |
| François Bernier, François les bas-bleus | baryton      | Max Bouvet                                                        | Jean Périer       |
| Marquis de Pontcornet                    | ténor        | Montrouge                                                         | Vavasseur         |
| Chevalier de Lansac                      | ténor        | Dekernel                                                          | Emile René        |
| Kirschwasser                             |              | Darman                                                            | Burguet jeune     |
| Jasmin                                   | basse        | Bartel                                                            | Baron fils        |
| Courtalin                                |              | Jules Speck                                                       | Dedouville        |
| Gratinet                                 |              | Ambroise                                                          | Mesmaker          |
| Fanchon                                  | soprano      | Jeanne Andrée                                                     | Tilma             |
| La comtesse de la savonnière             | soprano      | Mme d'Harville                                                    | Augustine Leriche |
| Militza                                  | soprano      | Mlle Pauseron                                                     | Mette             |
| Nicolet                                  |              | Mlle Destrées                                                     | Jane de Baumont   |
| Juliette                                 |              | Mlle Falsonn                                                      |                   |
| Marion                                   |              | Muller                                                            | Perny             |

## Synopsis
L'opéra se déroule à Paris en 1789. François les bas-bleus, ami de tous les amoureux, est un écrivain, au carrefour Saint-Eustache, il est amoureux de Fanchon, une chanteuse de rue. Le mariage des deux serait assez simple, si ce n'était que Fanchon décide de chanter à François, une chanson d'anniversaire, qui l'identifie instantanément au passage de la comtesse de la Savonnière. Cette Fanchon est sans doute l'enfant du marquis de Pontcornet, élevé dans un cirque. La tante de Fanchon, est aussi amoureuse de François les bas-bleus, et fera tout pour empêcher le mariage de sa nièce avec l'homme qu'elle aime. Mais Fanchon a de l'esprit. Elle refuse d'épouser son cousin, de Lansac, et reste fidèle à François, emprisonné à la Bastille avec le Marquis de Pontcornet, pour lequel il a si clairement écrit une chanson trop progressiste. 
Le 14 juillet, la Bastille est prise, le Marquis et François sont bientôt sauvés. L'un décide de devenir marchand de cidre, et l'autre commandant de la garde nationale. Dans ce déguisement, François gagne de la puissance sur le marquis, arrêté comme suspect, naturellement, à la condition qu'il lui permette d'épouser sa fille. François et Fanchon se marient et tout se termine bien. 
La musique contient un délicieux duo "la leçon d'écriture", la chanson de François les Bas-Bleus, une valse "Voici les roses", une chanson folklorique "Le petit marin" dans le premier acte. Dans le second, un duo d'amour "Espérance en heureux jours" a été accueillie avec enthousiasme, tandis que dans le troisième acte, la romance "À toi j'avais donné ma vie" a été applaudi.